# Rajim Chajkíyev
Rajim Ruslánovich Chajkíyev –en ruso, Рахим Русланович Чахкиев– (Tobolsk, URSS, 11 de enero de 1983) es un deportista ruso que compitió en boxeo.
Participó en los Juegos Olímpicos de Pekín 2008, obteniendo una medalla de oro en el peso pesado. Ganó una medalla de plata en el Campeonato Mundial de Boxeo Aficionado de 2007, en el mismo peso.

## Palmarés internacional
| Juegos Olímpicos   | Juegos Olímpicos         | Juegos Olímpicos | Juegos Olímpicos |
| Año                | Lugar                    | Medalla          | Categoría        |
| ------------------ | ------------------------ | ---------------- | ---------------- |
| 2008               | Pekín (China)            | Medalla de oro   | 91 kg            |
| Campeonato Mundial |                          |                  |                  |
| Año                | Lugar                    | Medalla          | Categoría        |
| 2007               | Chicago (Estados Unidos) | Medalla de plata | 91 kg            |